# 光萼溲疏
光萼溲疏（学名：Deutzia glabrata），为虎耳草科溲疏属下的一种灌木，高度可达3米。叶子呈卵形，伞房花序叶子呈卵形，开白色花，分布于中国东北、山东、河南以及朝鲜和西伯利亚。在陕西和山东、河南存在变种无柄溲疏。